# HyDra
Pour les articles homonymes, voir Hydra.
Paco « HyDra » Rusiewiez, né le 11 février 2002, est un joueur professionnel français de Call of Duty, actuellement chez les Los Angeles Thieves. Il est en 2023, le premier européen champion du monde de Call of Duty avec son équipe des New York Subliners.

## Biographie

### Débuts et découverte des jeux vidéo
Paco Rusiewiez, né en 2002, a grandi en France, d’origine algérienne par son père. Comme beaucoup de personnes nées dans les années 2000, Paco se prend de passion pour les jeux vidéo. Hyperactif, sa mère préfère le voir chez lui à jouer plutôt que dehors sans surveillance ce qui renforce la passion de HyDra pour les jeux vidéo.
Il découvre Call of Duty sur Youtube grâce notamment aux vidéos YouTube de Diablox9 et Gotaga. C’est d’ailleurs en montrant des vidéos de ce derniers à son père que Paco obtiendra son premier Call of Duty. Il s’intéresse aussi rapidement au LAN à partir de ses 13 ans sur Call of Duty: Advanced Warfare. Alors adolescent et sans argent, c’est sa mère qui l’amène d’ailleurs à Paris pour sa première LAN offline.

### Ascension dans l'esport
Hydra montre rapidement un très bon niveau et commence à se faire un nom à l’international grâce au rankings online. Il continue de jouer et de performer sur les franchises suivantes du jeu, Call of Duty: Infinite Warfare puis sur Call of Duty: WWII à partir de 2017. C’est sur ce dernier qu’HyDra se fera le plus remarquer lors de ses participations aux SFCO (Société Française de Compétitions et d'Organisation), tournois amateurs de Call of Duty. Il sortira vainqueur 7 fois sur ses 8 participations (uniquement sur CoD WWII) avec des équipes comme Redworld Hope ou Monaco Esport.
Il est élu meilleur espoir français de 2017 sur Call of Duty et est considéré comme le joueur le plus talentueux depuis Gotaga et Wailers.

### Carrière professionnelle
Il continue de prendre en expérience sur Call of Duty : Black Ops IIII puis signe chez la structure française TrainHard eSport à ses 18 ans à la sortie de Modern Warfare. Avec seulement une victoire lors du GameBattles 1000 Series EU Challengers 2020, HyDra est reperé puis recruter par les américains des New York Subliners en octobre 2020. Seulement en raison de la pandémie de COVID-19 et aux différentes restrictions sanitaires, Paco est obligé de rester en France et de s’entrainer en online seulement,.
Il arrive sur le sol américain en 2021, il est alors âgé de 19 ans, vit pour la première fois seul et ne parle pas un mot d’anglais. Les débuts sont donc difficiles pour lui car il ne peut pas communiquer dans le jeu avec ses coéquipiers. Il apprend l’anglais pendant des mois grâce à Duolingo, aux séries et en se confrontant tous les jours à la culture américaine. HyDra, alors remplaçant et dans l’académie des NY Subliners, il réussit à surmonter cet obstacle. Il joue en Call of Duty Challengers et profite de mauvais résultats de l’équipe première dans la catégorie reine pour pendre une place de titulaire dans la Call of Duty League. Il est alors le seul joueur français de la ligue.
Dès son entrée, il réussit à s’imposer dans cette nouvelle équipe. Il manque de gagner un major (tournois les plus importants du jeu après les championnats du monde) dès sa première participation où il termine avec son équipe deuxième après une défaite 5-2 contre les Atlanta FaZe.
En 2022 sur Call of Duty: Vanguard, après une saison 2021 sans nouvel exploit, le roster des NYSL change mais toujours avec HyDra. Cependant les résultats ne sont pas là et avec de nouveaux changements, l’équipe remporte son premier tournoi en mai avec la Call of Duty League 2022: Pro-Am Classic. C’est le premier tournoi remporté par HyDra sur le sol américain.
Lors de la nouvelle saison de la COD League fin 2022 sur Modern Warfare II, HyDra et son coéquipier Matthew « KiSMET » Tinsley sont les seuls maintenus dans l’équipe. HyDra resigne alors un nouveau contrat avec les NYSL et demande à jouer avec Preston « Priestahh » Greiner et Cesar « Skyz » Bueno, ce qui est accepté par son équipe. Le 18 décembre cette nouvelle équipe remporte le premier Major de la saison. C’est le premier d’HyDra qui devient aussi le premier français à gagner un major sur Call of Duty. Les NY Subliners remportent ensuite en mai 2023 le cinquième et dernier major de la saison.
En juin 2023, l’équipe remporte la Call of Duty League 2023: Playoffs, plus grand tournoi de l’année avec 1M$ pour le vainqueur et devient champion du monde. HyDra devient le premier européen à le devenir et est élu MVP de la saison.
En 2024, la structure nord-américaine Cloud9 se rapproche des NYSL afin de récupérer un slot en COD League. Cela ne les empêche pas de gagner le quatrième major de la saison à Burbank en juin. En juillet, les New York Subliners menés par un grand HyDra, manquent un doublé et termine vice-champion du monde après une défaite 5-1 face aux OpTic Texas à Allen sur Modern Warfare III. Quelques semaines après, la structure Cloud9 renomme la franchise des NYSL, HyDra passe donc sous les couleurs des Cloud9 New York. Seulement, la nouvelle organisation décide de faire une refonte de son équipe qui oblige HyDra à la quitter après un dernier passage lors de l’Esports World Cup 2024 - Modern Warfare III. Fin septembre, HyDra signe chez les Los Angeles Thieves dont l’objectif est de créer une nouvelle « superteam »,.
Finissant premier de la saison régulière, avec une victoires lors des deux derniers majors, HyDra et son équipe échouent lors des playoffs dès le premier tours alors qu'ils avaient l'étiquette de favoris. C'est Scrap, coéquipier d'HyDra qui est tout de même élu MVP de la saison régulière.

## Palmarès

### Structure/Équipe
| Compétitions                                              | Année | Jeu                | Équipe                 | Remarque   |
| --------------------------------------------------------- | ----- | ------------------ | ---------------------- | ---------- |
| SFCO AM League Season 2: Playoffs                         | 2016  | Black Ops III      | WanteD Alcyon          |            |
| SFCO SCUF 5K                                              | 2016  | Infinite Warfare   | Team Overtime          |            |
| Championnat de France SFCO S2 Challenger IW 6             | 2017  | Infinite Warfare   | Crystal                |            |
| Championnat de France SFCO S2 Challenger IW 7             | 2017  | Infinite Warfare   | Supremacy Academy      |            |
| Championnat de France SFCO S2 Challenger IW Playoffs      | 2017  | Infinite Warfare   | Supremacy Academy      |            |
| SFCO European Challenger 2018 Season 1 - Stage 1          | 2018  | World War II       | RedWorld Hope          |            |
| SFCO European Challenger 2018 Season 1 - Stage 2          | 2018  | World War II       | RedWorld Hope          |            |
| SFCO European Challenger 2018 Season 1 - Stage 3          | 2018  | World War II       | Monaco eSports Academy |            |
| SFCO European Challenger 2018 Season 1 - Playoffs         | 2018  | World War II       | Monaco eSports Academy |            |
| SFCO European Challenger 2018 Season 2 - Stage 1          | 2018  | World War II       | Monaco eSports Academy |            |
| SFCO European Challenger 2018 Season 2 - Stage 2          | 2018  | World War II       | Monaco eSports Academy |            |
| SFCO European Challenger 2018 Season 2 - Extreme European | 2018  | World War II       | Monaco eSports Academy |            |
| SFCO European Tournament 2019                             | 2018  | Black Ops IIII     | SensoriA.iOD           |            |
| SFCO European Challenger 2019 Season 1 - Stage 1          | 2018  | Black Ops IIII     | eWorld In Progress     |            |
| SFCO European Challenger 2019 Season 1 - Stage 2          | 2019  | Black Ops IIII     | eWorld In Progress     |            |
| SFCO European Challenger 2019 Season 1 - Stage 3          | 2019  | Black Ops IIII     | eWorld In Progress     |            |
| SFCO European Tournament 2 2019                           | 2019  | Black Ops IIII     | Usty eSport            |            |
| CTP Call of Duty League 2019                              | 2019  | Black Ops IIII     | Pushing Gaming         | remplacant |
| GameBattles EU Challengers: 1000 Series Tournament #8     | 2020  | Modern Warfare     | TrainHard Esport       |            |
| Call of Duty Challengers 2021 Cup #10 North America       | 2021  | Black Ops Cold War | Subliners Academy      |            |
| GameBattles $3475 4v4 S&D 2021-11-07 2                    | 2021  | Vanguard           | New York Subliners     |            |
| BoomTV Code Red 2021-11-08                                | 2021  | Vanguard           | Team UnRationaL        |            |
| Call of Duty League 2022 - Pro-Am Classic                 | 2022  | Vanguard           | New York Subliners     | MVP        |
| Call of Duty League 2023 - Major 1                        | 2022  | Modern Warfare II  | New York Subliners     |            |
| Call of Duty League 2023 - Major 5                        | 2023  | Modern Warfare II  | New York Subliners     | MVP        |
| Call of Duty League Championship 2023                     | 2023  | Modern Warfare III | New York Subliners     |            |
| CODAgent x x2Pac ThuGLorD $1000 3v3 S&D 2023-11-14        | 2023  | Modern Warfare III | New York Subliners     |            |
| Team Summertime ProSim Invitational 3                     | 2023  | Modern Warfare III | Team Symfuhny          |            |
| The Flank Invitational 2                                  | 2023  | Modern Warfare III | Team Scrappy           |            |
| Singapore Syndicate x ZooMafia 4-23 Invitational          | 2024  | Modern Warfare III | Team Scrappy           |            |
| Call of Duty League 2024 - Major 4                        | 2024  | Modern Warfare III | New York Subliners     | MVP        |
| Kaysan's Showdown 3                                       | 2024  | Modern Warfare III | Scrappy & HyDra        |            |
| CheckMate Gaming Elite $3000 3v3 S&D 2024-10-26           | 2024  | Black Ops 6        | Los Angeles Thieves    |            |
| Kaysan's Showdown 5                                       | 2024  | Black Ops 6        | Los Angeles Thieves    |            |
| Call of Duty League 2025 - Minor 2                        | 2025  | Black Ops 6        | Los Angeles Thieves    |            |
| Call of Duty League 2025 - Major 3                        | 2025  | Black Ops 6        | Los Angeles Thieves    |            |
| Call of Duty League 2025 - Major 4                        | 2025  | Black Ops 6        | Los Angeles Thieves    |            |

### Individuel

#### 2017
- Meilleur espoir français de 2017 sur Call of Duty[4]

#### 2022
- Call of Duty League - 2022 Regular Season : CDL Second All-Star Team[17]

#### 2023
- Esport Awards 2023 : Controller player of the year[18]
- Call of Duty League - 2023 Regular Season : CDL 2023 Team of The Year[19]
- Call of Duty League - 2023 Regular Season : Regular Season MVP[1]

#### 2024
- Les 50 Français qui feront l'esport en 2024[20]
- Call of Duty League - 2024 Regular Season : CDL 2024 Team of The Year[21]
- Top6 des esportifs français de l'année 2024 du journal L’ÉQUIPE[22]